# Jan Pietrzykowski
Jan Pietrzykowski (ur. 24 czerwca 1913 w Częstochowie, zm. 21 marca 1994 tamże) – historyk, prawnik, autor książek poświęconych przebiegowi II wojny światowej w mieście i regionie, dokumentujących martyrologię Polaków i mniejszości narodowych.

## Życiorys
Absolwent Gimnazjum im. R. Traugutta (1933), następnie Wydziału Prawa Uniwersytetu Warszawskiego (1938). Jako ochotnik brał udział w kampanii 1939, jesienią tego roku wstąpił do Narodowej Organizacji Wojskowej (NOW) i działał w jej wydziale propagandy. W 1941 zorganizował przy ul. Jadwigi 129 w Częstochowie drukarnię i wydawał do września 1943 pismo NOW „Alarm”. Aresztowany w październiku 1943 przez gestapo. Wykupiony przez rodzinę, powrócił do pracy konspiracyjnej. Podczas okupacji niemieckiej zajmował się również m.in. pomocą też dla wysiedlonych z Poznania i Warszawy profesorów, udzielał jej np. Karolowi Stojanowskiemu, historykowi.
W latach 1945–1949 jako prokurator prowadził sprawy przeciw zbrodniarzom hitlerowskim. Podejrzewany o kontakty z powojenną konspiracją i w ramach represji za przynależność do NOW jako 36-latek przeniesiony w stan spoczynku. W 1950 został aresztowany przez UB, a choć w 1951 umorzono przeciw niemu śledztwo, uniemożliwiono mu powrót do zawodu. Na listę adwokatów został wpisany w 1956, a po 1963 został radcą prawnym i pracował jako radca aż do emerytury. Był członkiem Śląskiego Instytutu Naukowego, radnym Miejskiej Rady Narodowej w Częstochowie. Otrzymał Nagrodę im. Karola Miarki (1985). W 1990 współtworzył Stowarzyszenie Rodzina Katyńska. Zmarł w Częstochowie, pochowany na cmentarzu św. Rocha.

## Publikacje książkowe
- Hitlerowcy w Częstochowie w latach 1939–1945 (1959)
- Hitlerowcy przed sądem w Częstochowie (1964)
- W obliczu śmierci. Przyczynki do historii Częstochowy w okresie hitlerowskiej okupacji (1966)
- Łowy na ludzi. Arbeitsamt w Częstochowie (1968)
- Akcja AB w Częstochowie (1971)
- Hitlerowcy w powiecie częstochowskim 1939–1945 (1972)
- Stalag 367. Obóz jeńców radzieckich w Częstochowie (1976)
- Hitlerowskie obozy śmierci dla jeńców radzieckich na ziemi częstochowskiej (1977)
- Walka i męczeństwo. Z wojennych dziejów duchowieństwa diecezji częstochowskiej (1939–1945) (1981)
- Cień swastyki nad Jasną Górą. Częstochowa w okresie hitlerowskiej okupacji 1939–1945 (1985)
- Życie okupacyjne w Częstochowie (1939–1945) (1986)
- Jasna Góra w okresie dwóch wojen światowych (1987)
- Oskarżałem kata Zawiercia. Proces Rudolfa Emanuela Schneidera (1987)
- Polentumsträger. Dzieje nauczycieli na ziemi częstochowskiej 1939–1945 (1988, ze Zbigniewem Grządzielskim)
- Tajemnice archiwum gestapo. Przyczynki do historii niemieckiej okupacji w Polsce (1989)
- Od gestapo do bezpieki... (1991, fragmenty wspomnień)
- Cmentarz wojenny w Olsztynie koło Częstochowy (1993)